# As Long as You Follow
As Long as You Follow is een nummer van de Brits-Amerikaanse band Fleetwood Mac. Het liefdeslied is geschreven door Christine McVie en haar toenmalige echtgenoot Eddy Quintela. McVie dacht met Quintela de “ware” te hebben gevonden na stormachtige relaties met John McVie en Denis Wilson (I’ve been searching). Het nummer komt niet voor op een van de reguliere muziekalbums van de muziekgroep. Het was, net als No Questions Asked, als lokkertje meegeperst op het verzamelalbum Fleetwood Mac Greatest Hits versie 1988. De hoezen van single en compact disc zijn daarbij vrijwel identiek. Op 28 november 1988 werd het nummer in Europa, de VS en Canada op single uitgebracht. Op 12 december volgden Australië, Nieuw-Zeeland en Japan.
Voor de Europese persing verschenen minstens drie versies. Een 7-” vinylsingle met als B-kant een live-uitvoering van de oude hit Oh Well, een opname uit San Francisco. De 12”-maxi vinylsingle had naast Oh Well ook Gold Dust Woman als B-kant; de 3”-compact disc-cd-singleversie had de drie tracks natuurlijk op één kant.

## Samenstelling band
Bij een verzamelalbum wordt doorgaans geen samenstelling van de band meegegeven, maar gezien het jaar waarin de single verscheen kan uitgegaan worden van:
- Christine McVie – toetsinstrumenten, zang
- Stevie Nicks – achtergrondzang
- Billy Burnette, Rick Vito – gitaar , achtergrondzang
- John McVie – basgitaar
- Mick Fleetwood – slagwerk

## Hitnoteringen
De plaat werd uitsluitend een radiohit in het Engelse en Nederlandse taalgebied. In het Verenigd Koninkrijk werd de 66e positie bereikt in de UK Singles Chart, in Australië en Nieuw-Zeeland de 35e, in de VS de 43e en in Canada en Ierland de 19e.
In Nederland was de plaat op vrijdag 11 november 1988 Veronica Alarmschijf op Radio 3 en werd mede hierdoor een radiohit in de destijds twee landelijke hitlijsten op de nationale publieke popzender. De plaat bereikte de 13e positie in de Nederlandse Top 40 en de 15e positie in de Nationale Hitparade Top 100.
In België bereikte de plaat de 17e positie in de voorloper van de Vlaamse Ultratop 50 en de 19e positie in de Vlaamse Radio 2 Top 30. In Wallonië werd géén notering behaald.
In de sinds december 1999 jaarlijks uitgezonden NPO Radio 2 Top 2000 van de Nederlandse publieke radiozender NPO Radio 2 had de plaat als hoogste notering een 1481e positie in 2000.

### Nederlandse Top 40
| "As Long as You Follow" in de Nederlandse Top 40 binnen: 18-11-1988 | "As Long as You Follow" in de Nederlandse Top 40 binnen: 18-11-1988 | "As Long as You Follow" in de Nederlandse Top 40 binnen: 18-11-1988 | "As Long as You Follow" in de Nederlandse Top 40 binnen: 18-11-1988 | "As Long as You Follow" in de Nederlandse Top 40 binnen: 18-11-1988 | "As Long as You Follow" in de Nederlandse Top 40 binnen: 18-11-1988 | "As Long as You Follow" in de Nederlandse Top 40 binnen: 18-11-1988 | "As Long as You Follow" in de Nederlandse Top 40 binnen: 18-11-1988 | "As Long as You Follow" in de Nederlandse Top 40 binnen: 18-11-1988 |
| Week                                                                | 1                                                                   | 2                                                                   | 3                                                                   | 4                                                                   | 5                                                                   | 6                                                                   | 7                                                                   |                                                                     |
| ------------------------------------------------------------------- | ------------------------------------------------------------------- | ------------------------------------------------------------------- | ------------------------------------------------------------------- | ------------------------------------------------------------------- | ------------------------------------------------------------------- | ------------------------------------------------------------------- | ------------------------------------------------------------------- | ------------------------------------------------------------------- |
| Nummer                                                              | 28                                                                  | 17                                                                  | 14                                                                  | 13                                                                  | 16                                                                  | 20                                                                  | 36                                                                  | uit                                                                 |

### Nationale Hitparade Top 100
| "As Long as You Follow" in de Nationale Hitparade Top 100 binnen: 10-11-1988 | "As Long as You Follow" in de Nationale Hitparade Top 100 binnen: 10-11-1988 | "As Long as You Follow" in de Nationale Hitparade Top 100 binnen: 10-11-1988 | "As Long as You Follow" in de Nationale Hitparade Top 100 binnen: 10-11-1988 | "As Long as You Follow" in de Nationale Hitparade Top 100 binnen: 10-11-1988 | "As Long as You Follow" in de Nationale Hitparade Top 100 binnen: 10-11-1988 | "As Long as You Follow" in de Nationale Hitparade Top 100 binnen: 10-11-1988 | "As Long as You Follow" in de Nationale Hitparade Top 100 binnen: 10-11-1988 | "As Long as You Follow" in de Nationale Hitparade Top 100 binnen: 10-11-1988 | "As Long as You Follow" in de Nationale Hitparade Top 100 binnen: 10-11-1988 | "As Long as You Follow" in de Nationale Hitparade Top 100 binnen: 10-11-1988 | "As Long as You Follow" in de Nationale Hitparade Top 100 binnen: 10-11-1988 | "As Long as You Follow" in de Nationale Hitparade Top 100 binnen: 10-11-1988 |
| Week                                                                         | 1                                                                            | 2                                                                            | 3                                                                            | 4                                                                            | 5                                                                            | 6                                                                            | 7                                                                            | 8                                                                            | 9                                                                            | 10                                                                           | 11                                                                           |                                                                              |
| ---------------------------------------------------------------------------- | ---------------------------------------------------------------------------- | ---------------------------------------------------------------------------- | ---------------------------------------------------------------------------- | ---------------------------------------------------------------------------- | ---------------------------------------------------------------------------- | ---------------------------------------------------------------------------- | ---------------------------------------------------------------------------- | ---------------------------------------------------------------------------- | ---------------------------------------------------------------------------- | ---------------------------------------------------------------------------- | ---------------------------------------------------------------------------- | ---------------------------------------------------------------------------- |
| Nummer                                                                       | 99                                                                           | 64                                                                           | 25                                                                           | 16                                                                           | 15                                                                           | 19                                                                           | 21                                                                           | 39                                                                           | 53                                                                           | 82                                                                           | 95                                                                           | uit                                                                          |

### NPO Radio 2 Top 2000
| Nummer met noteringen in de NPO Radio 2 Top 2000 | '00  | '01-'02 | '03  | '04  | '05 | '06  | '07-'08 | '09  | '10  | '11 | '12  | '13  | '14  | '15-'21 | '22  |
| ------------------------------------------------ | ---- | ------- | ---- | ---- | --- | ---- | ------- | ---- | ---- | --- | ---- | ---- | ---- | ------- | ---- |
| As Long as You Follow                            | 1481 | -       | 1829 | 1894 | -   | 1967 | -       | 1985 | 1992 | -   | 1778 | 1793 | 1706 | -       | 1651 |

1. ↑  Een '-' betekent dat het nummer niet was genoteerd en een vetgedrukt getal geeft de hoogste notering aan.
2. ↑  2000 was het eerste jaar met een notering voor dit nummer.
3. ↑  Deze tabel is bijgewerkt tot en met de laatste editie (2024).